# کشار بالا (خمیر)
کشار بالا، روستایی در دهستان کشار بخش مرکزی شهرستان خمیر در استان هرمزگان ایران است. این روستا، مرکز دهستان کشار است.

## جمعیت
بر پایه سرشماری عمومی نفوس و مسکن در سال ۱۳۹۵، جمعیت این روستا برابر با ۲٬۵۷۸ نفر (۷۴۵ خانوار) بوده است.